# Otto de Leuven
Otto a fost conte de Louvain între 1038 și 1040. Se pare că este vorba de un personaj mai degrabă legendar.